# Кримпоя (комуна)
Кримпоя (рум. Crâmpoia) — комуна у повіті Олт в Румунії. До складу комуни входять такі села (дані про населення за 2002 рік):
- Бута (821 особа)
- Кримпоя (3009 осіб) — адміністративний центр комуни

Комуна розташована на відстані 108 км на захід від Бухареста, 33 км на південний схід від Слатіни, 74 км на схід від Крайови.

## Населення
За даними перепису населення 2002 року у комуні проживали 3830 осіб, усі — румуни. Усі жителі комуни рідною мовою назвали румунську.
Склад населення комуни за віросповіданням:
| Релігія     | Кількість осіб | Відсоток |
| ----------- | -------------- | -------- |
| православні | 3829           | > 99,9%  |
| реформати   | 1              | < 0,1%   |